# Elaeocarpus dognyensis
Elaeocarpus dognyensis là một loài thực vật có hoa trong họ Côm. Loài này được Guillaumin mô tả khoa học đầu tiên năm 1959.